# Marie Fortuné de Vergès
Pour les articles homonymes, voir Vergès.
Marie Fortuné de Vergès (1794-1864) est un polytechnicien ingénieur des ponts et chaussées, avec l'ingénieur Bayard de Vingtrie, il conçoit et réalise des ponts, notamment à Paris, en concurrence avec les frères Seguin. C'est également un entrepreneur ayant, entre autres, créé la Compagnie du chemin de fer de Bordeaux à La Teste, qui sera rachetée par la Compagnie des chemins de fer du Midi et du Canal latéral à la Garonne, lors de sa création.

## Biographie
Après l'École impériale polytechnique, promotion 1813, il intègre les Ponts et chaussées.

## Créations et réalisations

### Sociétés
- Compagnie Bayard de la Vingtrie & de Verges
- Compagnie du chemin de fer de Bordeaux à La Teste

### Lignes de chemin de fer
- 1839 : de Naples à Nocera et Castellamare[6]
- 1841 : de Bordeaux à La Teste

### Ouvrages d'Art
- 1828 : ancien pont suspendu sur l'Oise à Auvers-sur-Oise[7]
- 1829 : ancien pont suspendu des Invalides à Paris
- 1932 : ancien pont suspendu de Bercy à Paris[8]
- 1934 : pont de Lussac-les-Châteaux
- 1839 : ancien pont suspendu de Cubzac[9]
- 1841 : ancien pont suspendu des Andelys
- 1843 : pont du Sautet